# پنی‌سیلیوم روبنس
پنی‌سیلیوم روبنس (Penicillium rubens) گونه‌ای قارچ از سردهٔ پنی‌سیلیوم است و نخستین گونه‌ای بود که با استفاده از آن، آنتی‌بیوتیک پنی‌سیلین تولید شد. این گونه نخستین بار توسط «فیلیبر ملکیور جوزف آیهی بیورژ» در سال ۱۹۲۳ توصیف شد. الکساندر فلمینگ برای کشف پنی‌سیلین از این گونه، جایزهٔ نوبل فیزیولوژی یا پزشکی را در سال ۱۹۴۵ دریافت کرد. گونه‌های مختلفی از جمله پنی‌سیلیوم نوتاتوم (P.notatum)، پنی‌سیلیوم روبروم (P. rubrum)، پنی‌سیلیوم کریزوجنوم (P. chrysogenum) و چندین گونهٔ دیگر، تولیدکنندهٔ پنی‌سیلین هستند اما مقایسهٔ ژنومی و تجزیه و تحلیل فیلوژنتیک در سال ۲۰۱۱ مشخص کرد که پنی‌سیلیوم روبنس، گونه‌ای است که فلمینگ از آن پنی‌سیلین تولید کرد. این گونه بهترین منبع پنی‌سیلین است و بنزیل پنی‌سیلین (G)، فنوکسی‌متیل‌پنی‌سیلین (V) و اکتانویل پنی‌سیلین (K) تولید می‌کند. این قارچ همچنین سایر ترکیبات فعال زیستی مهم مانند فونجیسپورین، کریزوژین، آندراستین، روکوفورتین و سوربی‌سیلین را تولید می‌کند.

## پیشینه
فیلیبر ملکیور جوزف آیهی بیورژ، (Philibert Melchior Joseph Ehi Biourge) میکروبیولوژیست بلژیکی، کسی بود که پنی‌سیلیوم روبنس را در سال ۱۹۲۳ توصیف کرد. اهمیت دارویی آن توسط الکساندر فلمینگ، پزشک بیمارستان سنت مری لندن کشف شد. در سپتامبر ۱۹۲۸، فلمینگ دریافت که یکی از کشت‌های باکتریایی او (استافیلوکوکوس اورئوس) به کپک آلوده شده‌است و ناحیهٔ اطراف کپک، رشد باکتری را مهار می‌کند. او نام پنی‌سیلین را برای مادهٔ ضد باکتریایی تولیدشده توسط کپک، انتخاب کرد. پس از یک سری آزمایش‌های تجربی، او کشف خود را در شمارهٔ ژوئن ۱۹۲۹ مجلهٔ بریتانیایی آسیب‌شناسی تجربی منتشر کرد. فلمینگ با کمک همکارش شارل جی. لا توشه (Charles J. La Touche) این قارچ را به‌عنوان پنی‌سیلیوم روبنس شناسایی کرد.

## زیست‌شناسی

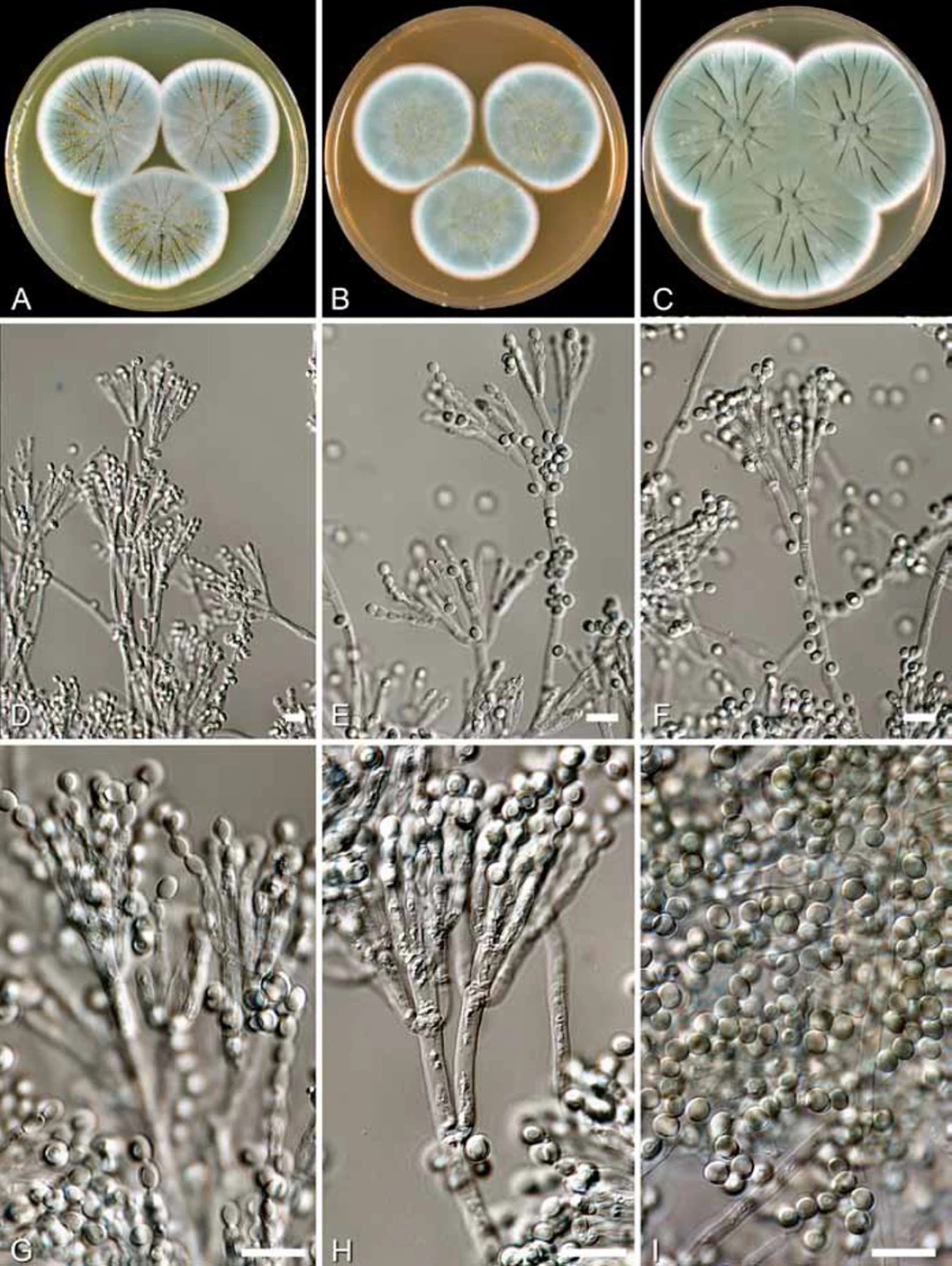
کلنی‌های پنی‌سیلیوم روبنس در محیط کشت‌های مختلف

پنی‌سیلیوم روبنس یک قارچ رایج در محیط‌های داخلی است. این قارچ همراه با کلادوسپوریوم هالوتولرانس و آسپرژیلوس نیگر از کپک‌های مزاحم در شرایط رطوبت بالا است. این کپک مقاومت بالایی دارد زیرا برای رشد و تکثیر به آب کمتری نیاز دارد. سطحی نرم و مخملی دارد. رشته‌های هاگ‌دار، (کندیوفورها) صاف و ۲۰۰–۳۰۰ میکرومتر طول دارند.

## کاربردها
پنی‌سیلیوم روبنس منبع اصلی دسته‌ای از آنتی‌بیوتیک‌ها، یعنی پنی‌سیلین‌ها است. این گونه سه ترکیب از جمله بنزیل پنی‌سیلین (G)، فنوکسی‌متیل‌پنی‌سیلین (V) و اکتانویل پنی‌سیلین (K) تولید می‌کند. پنی‌سیلین G نخستین ترکیب طبیعی است که جدا شده و به عنوان آنتی‌بیوتیک مورد استفاده قرار می‌گیرد. این کپک همچنین منبع تولید سفالوسپورین است.